# Omicron Virginis
Omicron Virginis (9 Virginis) é uma estrela na direção da constelação de Virgo. Possui uma ascensão reta de 12h 05m 12.67s e uma declinação de +08° 43′ 58.2″. Sua magnitude aparente é igual a 4.12. Considerando sua distância de 171 anos-luz em relação à Terra, sua magnitude absoluta é igual a 0.52. Pertence à classe espectral G8III.